# Nudo de Zepelin

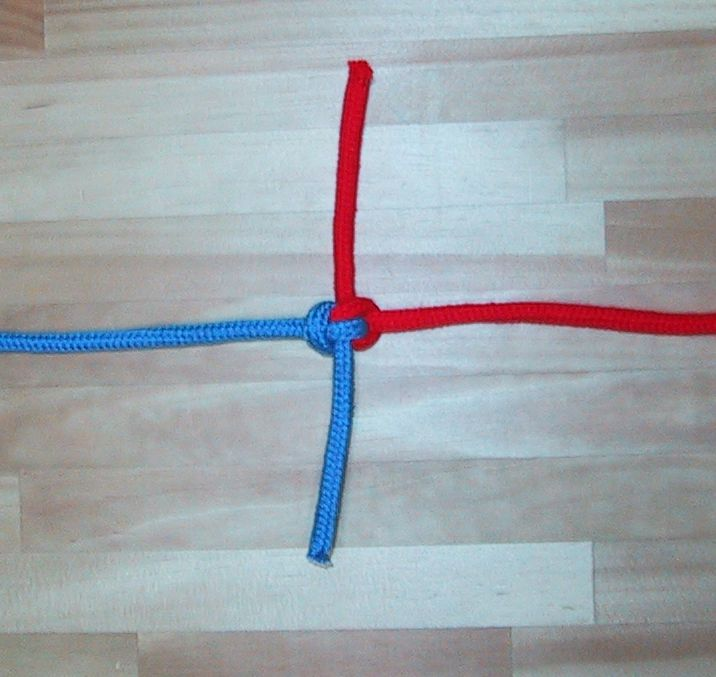
Nudo de Zepelin o Rosendahl, utilizado para unir dos cuerdas.

Un nudo de Zepelin (también denominado nudo Rosendahl) es un nudo de unión de propósito general.  Es una forma segura, fácil de atar y resistente a los enredos de conectar dos cuerdas. Si bien su simplicidad y seguridad pueden ser igualadas por otros nudos, es único en cuanto a la facilidad con que se lo puede desatar, aun luego de haberlo sometido a cargas elevadas.

## Historia
Los dos nombres que se le dan a este nombre derivan de su uso para amarrar aeronaves: un Zepelin es un tipo de aeronave de cuerpo rígido, y Charles Rosendahl fue un oficial de la marina de Estados Unidos quien aparentemente insistió en que este nudo fuera utilizado para amarrar aquellas aeronaves que se encontraban bajo su comando.
A pesar de que algunas fuentes lo destacan como el nudo de empalme o unión ideal, no es muy conocido; Clifford Ashley, autor de The Ashley Book of Knots, aparentemente desconocía sobre su existencia. Budworth (1998) denomina a un nudo decorativo de aspecto similar "nudo blimp".

## Atado

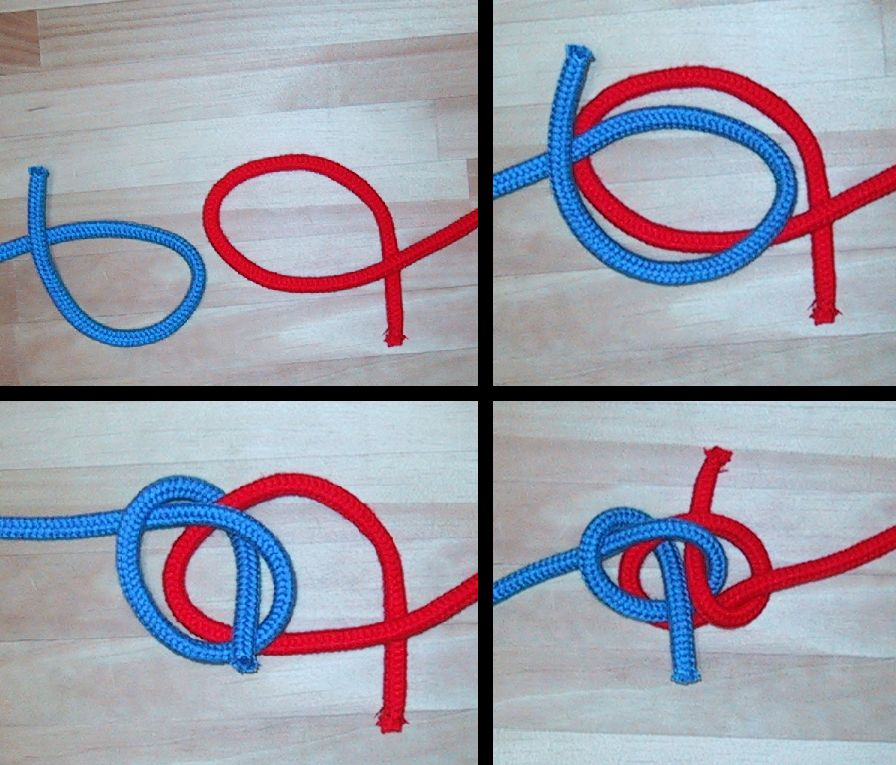
El nudo Zepelin paso a paso.

1. Formar un lazo en cada extremo de las sogas.
2. Sobreponer uno de los loops sobre el otro, de forma tal que el extremo que trabaja de cada cuerda apunte "hacia afuera" o alejándose de la otra cuerda.
3. Pase cada uno de los extremos libres alrededor del lazo en la otra cuerda, y luego por el "túnel" creado por las dos cuerdas.
4. Repetir con el otro extremo libre.
5. Tire de las cuatro partes de cuerda para ajustar el nudo.
6. Para desanudar, tire simultáneamente de las dos vueltas que envuelven los extremos.

## Un nudo Zepelin doble
Para hacer un nudo Zepelin doble "se repiten las ataduras finales", o sea en vez de tomar cada extremo y pasarlo una vez, es preciso hacerlo dos veces con cada uno de ellos.

## Enlaces externos

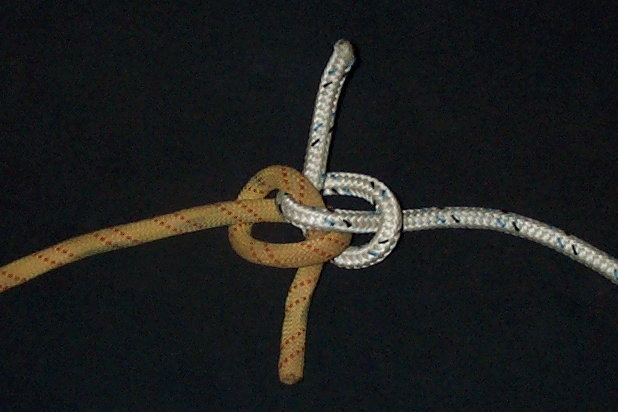